# Cova Lima (município)

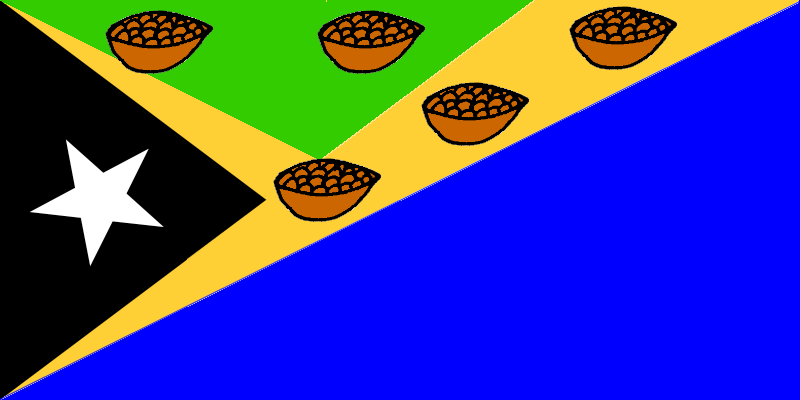
Bandeira da Cova Lima

Cova Lima (em tétum: Kovalima) é um dos 13 municípios administrativos de Timor-Leste, localizado na zona ocidental do país, junto à fronteira com Indonésia. Possui 59455 habitantes (Censo de 2010) e uma área de 1.226 km². A sua capital é a cidade de Suai que fica a 138 km para sudoeste de Díli, a capital do país.
O município de Cova Lima é idêntico ao concelho do mesmo nome do tempo do Timor Português e inclui os posto administrativos de:
- Fatululique,
- Fatumean,
- Fuorém,
- Mape-Zumulai,
- Maucatar,
- Suai
- Tilomar.

## Equipamentos
- Escola Secundária Geral Fohorem (Suco de Fohorem, posto administrativo Fohorem)
- Escola Secundária Geral Zumalai (Suco de Zulo, posto administrativo Zumalai)
- Escola Secundária Técnico-Vocacional de Akar-Laran (Suco de Suai Loro, posto administrativo Suai)